# Heliga Mijikenda-Kayaskogarna
Heliga Mijikenda Kaya skogarna (engelska: Sacred Mijikenda Kaya Forests) är ett världsarv i Kenya. Världsarvet utgörs av 10 separata skogar, som representerar omkring 30 liknande områden.
Skogarna är belägna längs 200 kilometer av  Kenyas kust och inkluderar byar, Kayas, bebodda av folkgruppen Mijikenda. Byarna tillkom från 1500-talet men övergavs på 1940-talet. De har därefter betraktats som heliga platser av Mijikendafolket eftersom det är deras förfäders boningar. Platserna underhålls av äldsteråd. Områdena är dock under både externa och interna hot, där de senare hoten består av att allt färre inom Mijikendas samhälle har kunskap om traditioner och respekt för traditionella metoder.